# Dichanthium micranthum
Dichanthium micranthum är en gräsart som beskrevs av Thomas Arthur Cope. Dichanthium micranthum ingår i släktet Dichanthium och familjen gräs.
Artens utbredningsområde är Oman. Inga underarter finns listade i Catalogue of Life.